# Leptostylopsis luteus
Leptostylopsis luteus är en skalbaggsart som beskrevs av Dillon 1956. Leptostylopsis luteus ingår i släktet Leptostylopsis och familjen långhorningar. Inga underarter finns listade i Catalogue of Life.